# Ding Tianque
Ding Tianque (丁天缺), de son vrai nom Ding Shanxu (丁善庠), né en 1916 à Yixing et mort le 20 août 2013 à Hangzhou, est un peintre chinois.

## Biographie
Ding Tianque est né en 1916 dans une famille bourgeoise de Yixing, dans la province du Jiangsu. En 1935, il intègre l'École nationale des Arts de Hangzhou (prédécesseur de l'Académie des arts de Chine) où les cours de peinture à l'huile de Fang Ganmin et de Wu Dayu. Il côtoie, sur les bancs de cet institut, de futurs maîtres comme Zao Wou-ki, Chu Teh-Chun et Wu Guanzhong. En 1947, Ding Tianque est nommé professeur assistant auprès de Wu Dayu, qui dirige le département de peinture de l'École. Mais Wu Dayu étant domicilié à Shanghai, Ding Tianque était de facto le directeur du département.
Pendant la République de Chine, la peinture moderne chinoise se divisait en deux courants : le réalisme représenté par Xu Beihong, et le formalisme centré sur la couleur inspiré par l'impressionnisme prôné par Wu Dayu et Fang Ganmin. Ding Tianque est un adepte du formalisme, il estime que la couleur est le centre de la peinture moderne.
En 1951, Ding Tianque est accusé d'écouter une "radio de l'ennemi" en voulant apprendre l'anglais en écoutant " Voice of America ". Il est condamné à deux ans de prison pour crimes contre-révolutionnaires. En 1958, Ding Tianque est envoyé en camp de travail et sa maison saccagée. En 1969, il est qualifié de «contre-révolutionnaire» pendant la Révolution culturelle et rapatrié à Yixing, où il est soumis à une rééducation pendant 10 ans.
Pendant sa détention, Ding Tianque traduit en chinois des textes de Picasso. Ding Tianque est alors le premier peintre impressionniste à présenter Picasso aux Chinois.
En 1980, il est partiellement réhabilité et retourne immédiatement à l'École des beaux-arts de Hangzhou où il est temporairement responsable du magazine "Translations of Work on Art" (《美术译丛》). En 1983, il est toutefois contraint de quitter l'école, l'institution refusant de le rétablir dans ses fonctions d'enseignant au prétexte que les archives le concernant ont été "détruites". En 1985, Ding Tianque est complètement réhabilité et rejoint le Département des Arts Plastiques de l'Université Paris-VIII pour y étudier l'art moderne.
Dans les dernières années de sa vie, Ding Tianque a été invité à organiser des expositions personnelles à l'École des beaux-arts de Hangzhou (2000), à la Galerie Cathay à Paris (2002) et des expositions conjointes au Centre culturel chinois de Paris (2005) et au Musée d'Art national de Chine à Pékin (2006). En 2010, une exposition de Ding Tianque et de sa femme Xu Zuying a été organisée au Tang Yun Art Museum de Hangzhou.
Le 20 août 2013, Ding Tianque décède à Hangzhou à l'âge de 97 ans.

## Œuvre
Les premières œuvres réalisées par Ding Tianque ont été perdues ou détruites pendant ses périodes d'emprisonnement et de rééducation. Ce n'est qu'après sa réhabilitation qu'il peut de nouveau se consacrer à son art. À partir des années 1980, il peint une quarantaine de toiles. Selon le critique Shi Jianbang, "c'est dans l'authenticité des sujets représentés que réside l'esthétique" de ses œuvres. Si les influences de l’impressionnisme et du fauvisme sont évidentes, la culture traditionnelle chinoise s'invite également dans les tableaux de l'artiste.
Il semble ainsi revisiter les paysages de la peinture chinoise à l'aide de techniques occidentales. Les tableaux "Tigre bondissant" (1980) et "La Vie" (1999) représentent des montagnes avec les traits lugubres d'un tigre ou d'un lion se dessinant dans la roche, comme en écho à la cruauté et aux souffrances que le peintre a endurées au cours de sa vie ,.
Ding Tianque réalise de nombreux portraits, dont "Portrait d'un demi-siècle" (1998) qui représente son épouse 50 ans après un premier portrait réalisé avant que l'artiste ne fasse l'objet de persécutions politiques .
Les natures mortes constituent aussi une part importante de l'œuvre de Ding Tianque. Les tableaux "Vue de la fenêtre" (1980) et "Toilettes" (2000), notamment, renvoient aux univers de Matisse et de Picasso .

## Vie personnelle
En 1948, Ding Tianque tombe amoureux de son élève Xu Zuying et lui dédie un portrait "Lunettes au cadre noir" (le tableau a été perdu au début des années 1950). Après la fondation de la République populaire de Chine, Ding Tianque est emprisonné à deux reprises. Sans nouvelles et convaincu que Ding Tianque est décédé, elle épouse un autre. Pendant 38 ans, les deux se perdent de vue. En 1988, ils se retrouvent à l'occasion du 60e anniversaire de la fondation de leur école. À ce moment-là, le mari de Xu Zuying est déjà décédé. Quatre mois plus tard, le couple se marie, Ding Tianque à l'âge de 72 ans et Xu Zuying à l'âge de 62 ans. En 1998, à l'occasion du 10e anniversaire de leur mariage, Ding Tianque réalise un nouveau portrait de sa femme.
Le joueur de billard Ding Junhui est le petit-neveu de Ding Tianque .